# Tom Lockyer
Thomas Alun Lockyer, född 3 december 1994, är en walesisk fotbollsspelare som spelar för Luton Town. Han representerar även det walesiska landslaget.